# コンスティチューション (法学)
憲法（けんぽう、英: constitution）またはコンスティチューション は、国家（連邦国家の構成単位など、国家に準ずる組織を含む。以下同じ）を統治する際に従う基本的な原則または確立した先例の総体である。これらの準則を合わせることによってその組織が何であるかが示されることになる。これらの原則が単一の文書または一組の法的文書に記述される場合、これらの文書は「成文憲法」をなすものといわれる。これらが単一の包括的な文書に記述される（すなわち法典化されている）場合、当該文書は「成典憲法」をなすものといわれる。憲法の中には（イギリスの憲法のように）、法典化はされていないものの、数多くの基本的な法律、判例または条約において記述されているものもある。
憲法は、その国家の基盤とする原則、法律を制定する手続および法律を制定する者を定める。憲法の中には、とりわけ法典化されている場合は、基本的人権のように、国家の為政者が超えられない線を設定することにより、国家権力を制限するものもある。
インド憲法は、世界の主権国家の成文憲法の中で最も長く 、22の部に分かれた444箇条
、12の別紙および118回の改正を含み、英訳では117369語となる。
最も短い成文憲法はモナコ憲法であり、10章に分かれた97箇条を含み、全部で3814語である。
この記事は英米法の地域の学説文献を主な出典とする。

## 語源
英語やフランス語の constitution はラテン語の constitutio に由来する。この語は、皇帝の勅令 (constitutiones principis: edicta, mandata, decreta, rescripta) などの命令を意味する。その後、この語はカノン法において重要な決定を指すものとして広く用いられ、特に教皇による勅令は現在ではapostolic constitution（使徒憲章）と呼ばれている。

## 用語について
事実的意味の憲法を指して「国制」という用語が使われることがある。

## 一般的な特徴
近代的な文書化されたコンスティチューションすべてで、一定の力をある組織や公共機関に与えている。その組織が遵守すべき基本的条件を、コンスティチューションが制限として科している。Controlling the State: Constitutionalism from Ancient Athens to Today の著者であるスコット・ゴードンによれば、政治的な組織は次のようであるならば、コンスティチューション的である：少数派に属するものも含め、市民の自由と関係者の保護のための力のコントロールについての、制度化された仕組みを、その組織が含むこと。
ラテン語の ultra vires は、組織あるいは政治組織の公務員の活動であって、それら公務員のコンスティチューションあるいは法令による権威から外れることについて表している。例えば、学生会は学生に関係ない活動を行うことを、組織から禁止されることもある。もし学生会がそのような活動に関係するようになると、学生会の綱領に対して ultra vires とされ、綱領により誰もそれに従うように強制されない。主権国家のコンスティチューションでの例は、連邦国家の州政府があり、コンスティチューションにおいて連邦政府に排他的に列挙されている地域で、条約の批准のような立法活動を試みるものがある。Ultra vires は、そのような活動の強制停止の法的正当性を与える。おそらくは、司法審査による場合に司法組織の判断に助けられた人々の働きにより。
公務員による権利の侵害が ultra vires であるのは、コンスティチューション上の権利は政府の力を制限すること、であるからだろう。そのような公務員は本来持たない力を行使していることになる。
すべてではないが多くの近代国家では、コンスティチューションは通常の法令に優越する（#集成単一法典化されていないコンスティチューション参照）。そのような国家では公務員の活動がコンスティチューションに反する場合、つまりそれがコンスティチューションで政府に与えられた力でない場合、無効であり、無効化はab initio である。発見／評決の日からではなく、最初から。それは「法律」ではないが、しかし、もし成文法あるいは法令の条項であったなら、立法を採択する手続きに則って採択されるものであったろう。時には、問題は成文法がコンスティチューションによらない事ではなく、ある状況に適用することについてであり、法廷が、他にコンスティチューションに従った適用できる方法があり、その訴訟は許されないか正当ではないと、決定することがあるだろう。そのような場合には、その適用のみがコンスティチューションに反すると裁定されるだろう。歴史的に、そのような侵害の救済は、quo warranto のようなコモンローの令状の請願であった。

## 歴史と発展

### 近代以前

#### 古代メソポタミア
エルネスト・ド・サルゼにより1877年にイラクで発掘された遺跡は、知られる限り最も早い法典の証拠であり、シュメール人の王ラガシュのウルイニムギナにより紀元前2300年頃に公布された。おそらく政府の法の最も古い原型で、文書自体は発見されていない。しかし市民にいくつかの権利を許していたことが知られている。例えば、未亡人と孤児の税の軽減、金持ち高利貸しからの貧者の保護が、知られている。

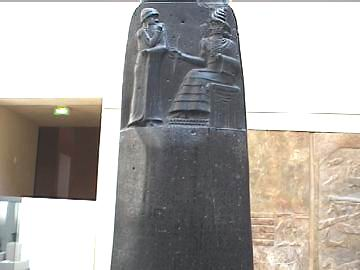
ハンムラビの石碑。座っている太陽の神からバビロンの法を受け取るハンムラビ。

その後、多くの政府が文書化された法である特別な法典で統治された。現存する最古の文書は、紀元前2050年頃のウルのウル・ナンム法典と思われる。比較的知られた古代の法典としては、イシンのリピト・イシュタル、バビロニアのハンムラビ法典、Hittite code、Assyrian code、モーセ法がある。

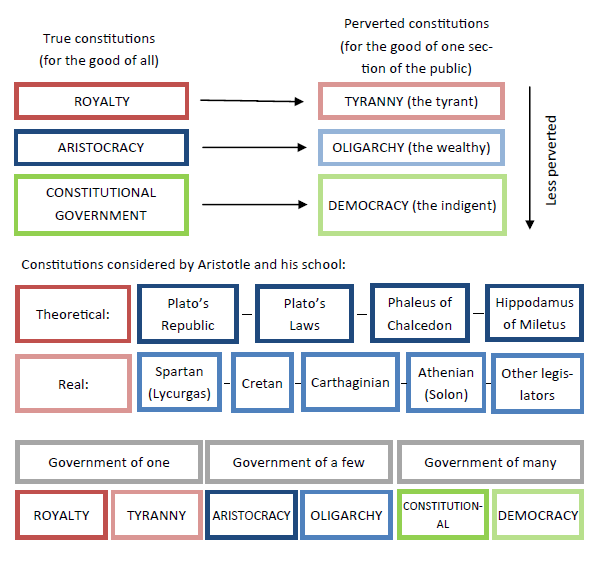
アリストテレスによるコンスティチューションの体系分類。

#### 古代ギリシア・ローマ
紀元前621年にドラコンは、アテナイの都市国家の冷酷な口述の法を集成単一法典化した。その法典は多くの罪の死刑を規定した（そのため今日では非常に厳しい規則のことを「ドラコニアン」と呼ぶ）。紀元前594年にアテネの統治者ソロンは、新しい「Solonian Constitution」を作った。労働者の負担を軽減し、支配者階級の身分は、家柄（貴族／貴族政治）よりも富に基づく（金権政治／プルートクラシー）と定めた。アテネのクレイステネスは再度アテネのコンスティチューションを改革し、民主主義に基づくものにした。
アリストテレス（およそ紀元前350年頃）は、記録にある限り最初に、通常の法律とコンスティチューション的な法律とを正式に区別した一人である。コンスティチューションとコンスティチューション主義の概念を作り、コンスティチューション的政府の異なる形態の分類を試みた。アリストテレスはコンスティチューションの基本的な定義を「国家の中の官庁／任務の配置」であるとした。著作『アテナイ人の国制』、『政治学』、『ニコマコス倫理学』で、アテナイ、スパルタ、カルタゴなどの当時の国々の異なるコンスティチューション複数を調べている。アリストテレスは、彼が良いとしたもの、悪いとしたもの両方を分類し、結論として、最善のコンスティチューションは、君主制と貴族制と民主制の要素を混ぜたシステムであるとした。また市民を区別し、国家に参加する権利を持つ者と、持たない非市民および奴隷とに分けた。
古代ローマは紀元前450年に十二表法として最初にコンスティチューションを集成単一法典化した。それに一連の法律を追加をしつつ運用され、再びローマ法が一つの法典に構築されたのは紀元後438年のテオドシウス法典のことである。その後、東ローマ帝国の「ローマ法大全」（534年）はヨーロッパ全体に大きな影響をもたらした。それに続いて、東では740年のレオーン3世の Ecloga、878年のバシレイオス1世の Basilica がある。
アショーカ王碑文は紀元前3世紀の古代インドのマウリヤ朝の王の統治についてコンスティチューション的な原則／主義を打ち立てた。古代に失われたコンスティチューション的な原則については、マヌ法典を参照。
中世前期に西ローマ帝国が残した力の空白に置かれた多くのゲルマン民族は彼らの法律を集成単一法典化した。それらのゲルマン法の最初のものの一つは西ゴート族のCode of Euric（エウリック）である。続いてLex Burgundionumはゲルマンとローマ人に異なる規則を適用した。Pactus Alamannorumとフランク人のサリカ法典も、500年過ぎ頃に書かれている。506年にはBreviarumまたはアラリック2世の "Lex Romana" （西ゴートの王）は、類別された初期のローマ法と合わせてCodex Theodosianusを統合採用した。643年にはランゴバルド人のEdictum Rothariが、654年にはLex Visigothorum、730年にはLex Alamannorum、785年頃にはLex Frisionumが現れている。
これらの大陸の法典はラテン語で書かれていた。一方、イングランドでアングロサクソン語で書かれたものは602年のエゼルベルトの法典が最初である。893年頃アルフレッド大王はこれに他のサクソンの法典を組み合わせて、モーセとキリスト教の規範を併せ、Doom book法典をイングランドの法典として作成した。
日本の十七条憲法は604年に、伝えられるところでは聖徳太子により書かれた。これはアジアの政治史では最も早いコンスティチューションである。仏教の教えの影響を受けて、政府自体の組織よりも社会の倫理を中心に書かれているが、政府のコンスティチューションの非常に古い試みとして著名である。

#### 中世
Constitution of MedinaはCharter of Medinaとも呼ばれるが、イスラム教の預言者であるムハンマド・イブン＝アブドゥッラーフにより起草された。それはムハンマドと、すべての主要部族およびヤスリブ族（後のマディーナ）、ムスリム、ユダヤ人、異教徒 などの各集団との、公式な合意となっていた。この文書は、マディーナにおけるAws (Aus)とKhazrajの氏族たちの間の争いを終わらせることを、明確に重視して、作成された。そのために、マディーナのムスリム、ユダヤ、異教徒の集団に多くの権利と義務を設け、彼らに一つの共同体のまとまりをもたらした。それがウンマである。マディーナのコンスティチューションの正確な日付はいまだ論争になっているが、学者たちの一致した見解ではヒジュラ（622年）の少し後とされている。これが実質的な最初のイスラム教の国家の設立となった。このコンスティチューションは、次のことを制定／確立した：治安、宗教の自由、マディーナの神聖な場所（暴力と武器を除き）あるいはハラームとしての役割、女性の安全、マディーナ内での安定した部族間の関係、争いの時に集団をサポートする税システム、外因的な政治的な同盟に対する限界、個人の保護を保障するシステム、争いを解決する司法システム、Blood money（部族間で同害報復（lex talionis）の代わりに個人を殺害する仕返し／償い）の仕返しの規制。
ウェールズでは、942年から950年頃、Cyfraith HywelがHywel Ddaにより集成単一法典化された。
ヤロスラフ1世により組み合わされて作られたPravda Yaroslavaは、1017年頃、ノヴゴロドに与えられた。そして1054年に「ルースカヤ・プラウダ」の中に組み込まれ、すべてのキエフ大公国の法律となった。15世紀の後期改訂版まで続いていた。

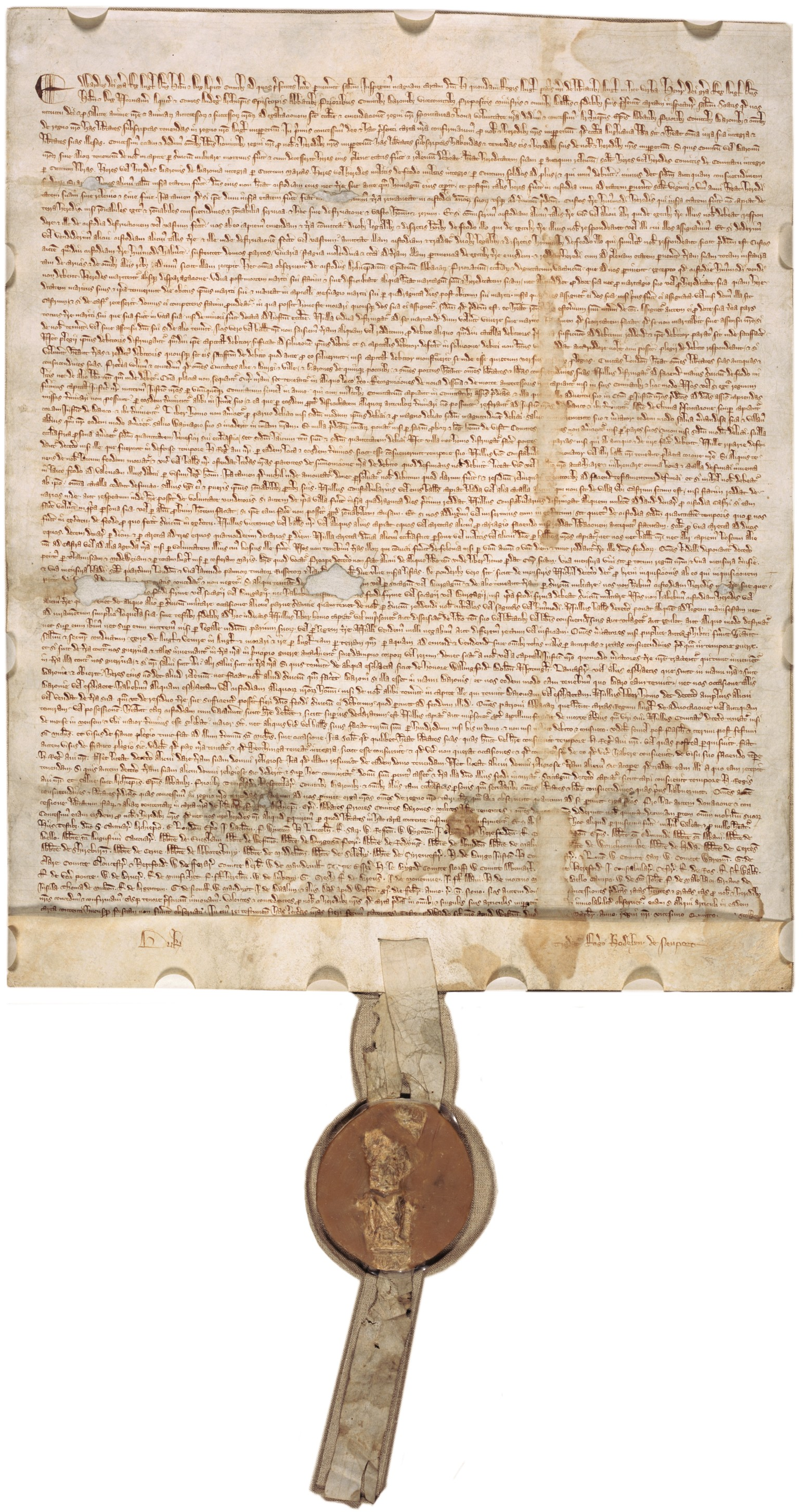
Copy of Magna Carta from 1297

イングランドでは、ヘンリー1世の布告した戴冠憲章（Charter of Liberties）は1100年に初めて王に義務を与えた。それは貴族と聖職者の待遇についてであった。このアイデアが拡張され洗練されたのは、諸侯達により1215年に、ジョン王をして「マグナカルタ」に署名させた時である。「マグナカルタ」の最も重要な条項は"ヘイビアス・コーパス"に関し、王は、その思いつきにより誰かを収監したり、法の保護を奪ったり、追放したり、殺したり出来ないと規定した。まず法の（デュー・プロセス・オブ・ロー）正当な手続きが必要である。この条項39を示す：
No free man shall be arrested, or imprisoned, or deprived of his property, or outlawed, or exiled, or in any way destroyed, nor shall we go against him or send against him, unless by legal judgement of his peers, or by the law of the land.
この規定は以後の英国の自由の基礎となった。社会契約は原型では王と貴族の間のものであったが、次第に拡張されすべての人々が対象となった。立憲君主制のシステムになっていき、それはさらなる改革で力のバランスを君主と貴族から庶民院に移した。
サワのNomocanon は、最初のセルビアのコンスティチューションで1219年からである。この立法は良く成熟していた。このNomocanonは大陸法の編集物であった。公会議に基づき、ローマ法と教会法（カノン法）に基づき、その基本的な目的は新興のセルビア王国とセルビア正教会の機能を組織化することであった。サワは、アトス山に居る間の1208年に前記Nomocanonに取り組んだ。その際、The Nomocanon in Fourteen Titles、 Synopsis of Stefan the Efesian、 Nomocanon of en:John Scholasticus、 Ecumenical Councils' documentsを用いていた。彼は、地方の教会の会合、教父の規則、モーセの法、Prohionの翻訳、皇帝のNovellae (多くはユスティニアヌス1世のNovellaeから取られている)、John ZonarasとAristinosの教会法上の解説で、それを改正した。前記Nomocanonは、大陸法および教会法（カノン法）の規則、の完全に新しい編纂だった。東ローマ帝国の原典が使われた。しかし、セルビアで適切に機能するように追加改変された。教会／聖職者の生活を系統立てる布告に加え、市民の生活に関する様々な規範があった。それは多くはProhionから取られたものであった。Beside decrees that organized the life of church, there are various norms regarding civil life, most of them were taken from Prohiron. ローマ法-ビザンチン法の輸入はセルビアの中世の法の基礎となった。Zakonopraviloの本質は、ローマ法大全に基づくものであった。セルビアおよびギリシャの皇帝であるステファン・ウロシュ4世ドゥシャンは、セルビアでドゥシャン法典を立法した。2つの国家の議会：1349年にスコピエで、そして1354年にセレスで、立法された。これは、社会のあらゆる領域／身分について規定した。Nomocanonに続く第2のセルビアのコンスティチューションである。この法典はローマ法-ビザンチン法に基づいていた。この法体系の輸入は、特にドゥシャンの法典の171,172条について重要であり、それは司法の独立を規定している。これらはビザンチン法のBasilika (book VII, 1, 16–17)から取られた。
1222年にハンガリーの王アンドラーシュ2世は、Golden Bull of 1222を公布した。
1220年から1230年の間に、ザクセンの統治者アイケ・フォン・レプゴーは「ザクセンシュピーゲル」を編纂した。これは最高法規として、ドイツの一部で1900年までも使われていた。1998年にS. Kouyatéは口述の慣習を、再編成した。彼によると、その慣習は14世紀のマリ帝国の憲章であって、Kouroukan Fougaと呼ばれていたとされる。1240年頃、コプトのエジプトのキリスト教徒の著述家'Abul Fada'il Ibn al-'Assalは、アラビア語でFetha Negestを記述した。彼の法律の一部は十二使徒／ローマ教皇の文書とモーセ法から取られた。さらに一部は古い東ローマ帝国法典から取った。いくつかの歴史の記録によればこの法典はゲエズ語に翻訳され、1450年頃のZara Yaqobの治世にエチオピアまで入った。これが国／領域の最高法規として用いられた最古の記録は、1563年に始まるSarsa Dengelのときである。このFetha Negestは、最高法規としてエチオピアでは1931年まで残っていた。1931年に、近代的な形式のコンスティチューションが皇帝ハイレ・セラシエ1世により認められた。Golden Bull of 1356は、カール4世皇帝が率いてニュルンベルクで帝国議会により公布された布告である。神聖ローマ帝国のコンスティチューション構造であって400年以上にわたり続いた重要なものである。中国では、朱元璋（洪武帝が）「皇明祖訓」を作成し、また改良した。最初の版は1375年で、彼の死後、398年までに2回の改訂がなされた。これらの規則は、それから250年間、実に、明朝のコンスティチューションとして役立てられた。

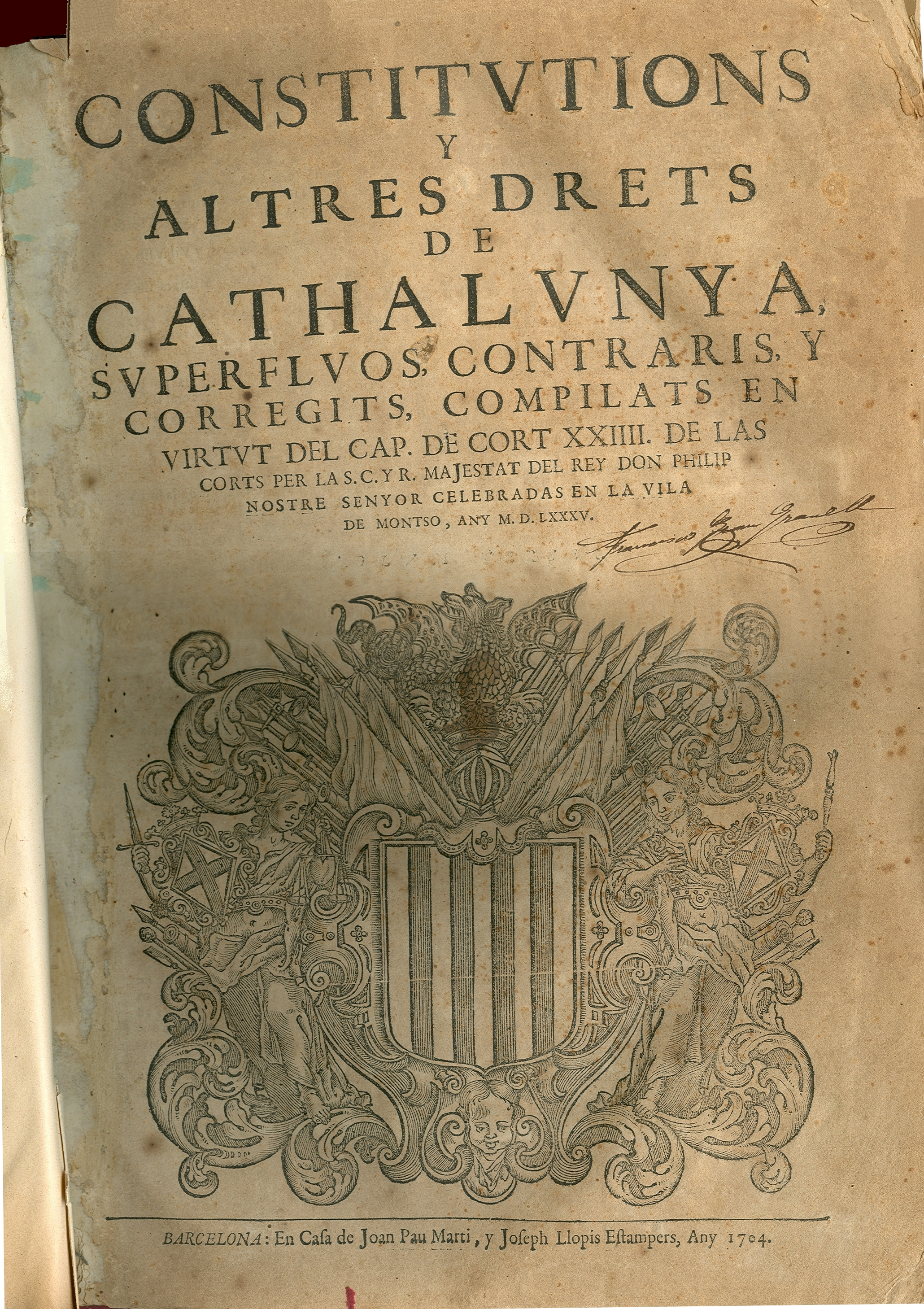
Third volume of the compilation of 1585

カタルーニャでは、法廷／王宮によりCatalan constitutionsが、1283年から1716年まで公布されていた。フェリペ5世がNueva Planta decrees（新国家基本法）を作り、歴史的な法律は用いられなくなった。これらのコンスティチューションは、通常王室が主導権を持って作られるものだったが、Catalan Courts（政策立案機関）の承諾採決を要した。中世における近代コンスティチューションの先祖と言える。これらの法律は、他の近代的なコンスティチューション同様に、他の法律に優越するものであり、王の単なる布告、勅令では否定できないものだった。
1392年、Carta de Loguはアルボレーア国（ジュディカート・ディ・アルボレーア）の法典として、エレノア裁判官（giudicessa Eleanor）により公布された。これは、イタリアのサルデーニャでは、1827年4月にカルロ・フェリーチェ・ディ・サヴォイアによる法律に取って代わられるまで、有効であった。サルデーニャの歴史において非常に重要なものであり、民事法（／私法）と刑事法を包含する、系統的で、一貫性のある、体系的な立法であった。

#### イロコイの「大いなる平和の法」
イロコイの大いなる平和の法は、イロコイ連邦のメンバーの部族代表者が、一部族の発議による討議を経ての全員の合意に基づいた意志決定を行う統治システムを制定した。部族代表者は、世襲で、成人の女性がその任に就く。Donald Grinde Bruce Johansen ほか などの歴史家は、このイロコイのコンスティチューションがアメリカ合衆国のコンスティチューションに影響を与えたと信じており、1988年にアメリカ合衆国議会の決議で認められた。
この見解は一部の学者からは疑問視されている。スタンフォード大学の歴史家Jack N. Rakoveは、「1780年代後半までの合衆国憲法に関する議論の膨大な記録を我々は持っているが、それを優位に示す記録はなかった。」と述べている。彼はさらに、合衆国の民主主義的な制度の先例は欧州に多数存在する、とも述べた。Francis Jenningsは次のように述べ、この節を非合理的であるとした：「その節の支持者に多く引用されているベンジャミン・フランクリンの文章は、この説の根拠とならないし、『無知な野蛮人』に対するユニオンを提唱している。」。人類学者のDean Snowは、次のように述べている：「フランクリンのAlbany Planはイロコイ連邦から発想を得たのかもしれないが、Albany Planあるいはアメリカ合衆国のコンスティチューションが、実質的な引用／参照をして作成されたという証拠は、ほとんど存在しない。そのような主張は、イロコイ政府の繊細で注目すべき特徴を混乱、中傷するものだ。二つの政府／統治の形は、区別されるものであり、それぞれ特筆に値する考え方である。」。

### 近代的なコンスティチューション

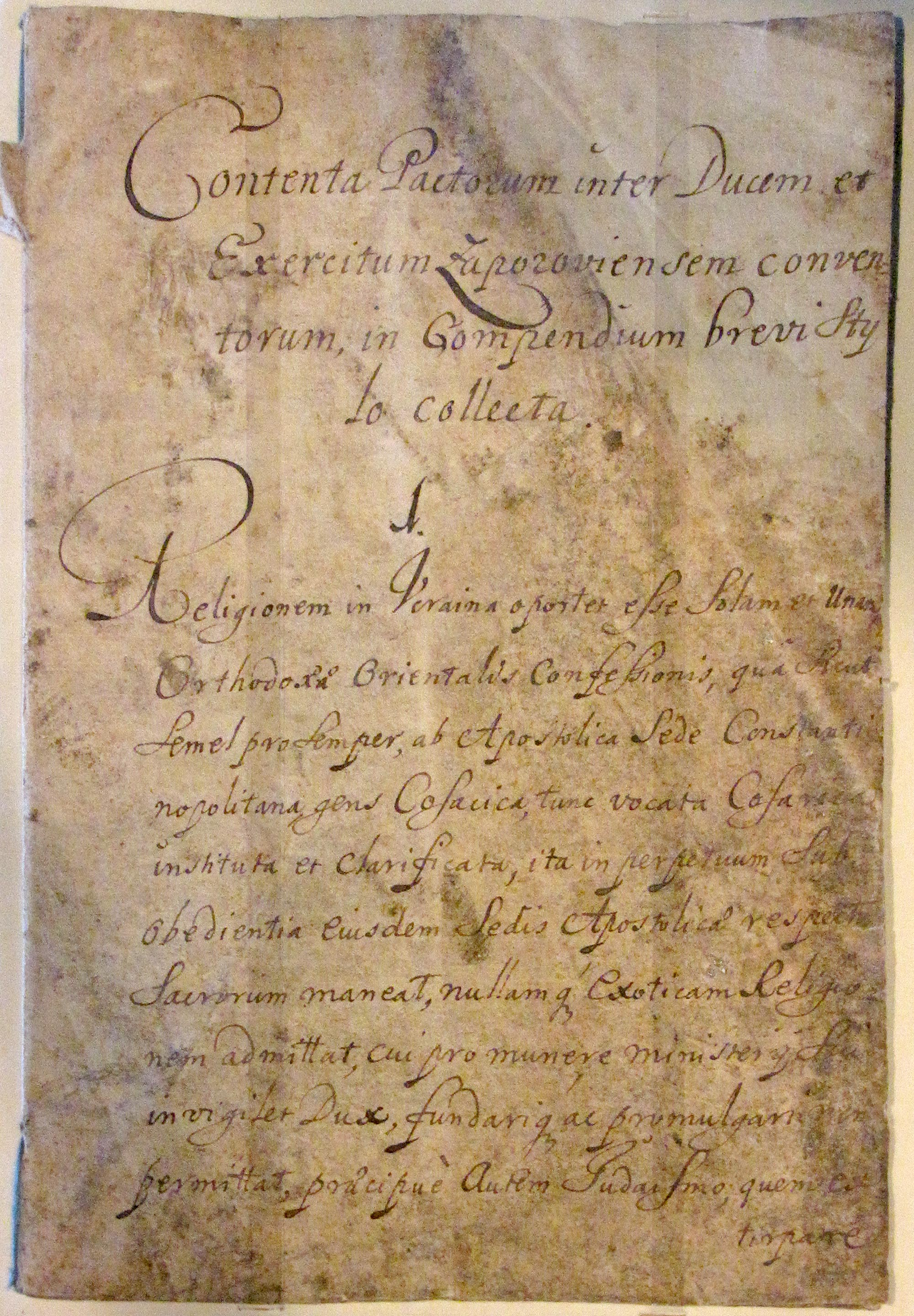
The Bendery Constitution by Hetman Pylyp Orlyk.

現在でも主権国家の統治に使われている最古の文書は、サンマリノのものである。
Leges Statutae Republicae Sancti Mariniはラテン語で書かれており、6冊からなる。1冊目には62の条項があり、評議会、法廷、様々な行政官とそれに与えられる権限を定めている。2冊目以降には、刑事法、民事法、司法手続きと救済について書かれている。書かれたのは1600年で、1300年のStatuti Comunali (Town Statute／市民の法)に基づいている。Codex Justinianusの影響を受けており、現時点でも施行されている。1639年にコネチカット植民地でFundamental Ordersが採択された。これは北アメリカで最初のコンスティチューションであった。それ以降のコネチカットのコンスティチューションの基礎となったものであり、コネチカットが「コンスティチューションの州（Constitution State）」と呼ばれる理由となった。
清教徒革命（イングランド内戦）の後、オリバー・クロムウェルによりEnglish Protectorate（英国保護国）が設立された。そこで、詳細に文書化されたコンスティチューションが公布された。これは最初に近代国家で採択されたものである。名称は統治章典であった。これは、議会が有効に統治出来なくなった後に、クロムウェルの権力の増大についての法的な理論的根拠を提供して、1653年から1657年までの短期間だけ存続したイングランド共和国の基礎法典となった。またこの法律では、21人のメンバーからなる国務会議（国家評議会）を設立し、その一方で行政の権力は護国卿という官職に与えていた。この官職は、終身であるが非世襲であった。このような法律であったが、広範に受け入れられることは難しかった。急進派からも保守派（王党派）からも拒否された。議会も、議会自体の権威の根拠と認めることを拒否した。結局、1657年3月に謙虚な請願と勧告に取って代わられたが、それもさらに寿命は短く、クロムウェルの死去と王政復古により終焉を迎えた。
Agreements and Constitutions of Laws and Freedoms of the Zaporizian Hostは、欧州で最初の、現代的な意味でのコンスティチューションである。1710年にZaporozhian HostのヘトマンであるPylyp Orlykにより作成された。"Constitution of Pylyp Orlyk"として知られるこのコンスティチューションは、自由ヘーチマン国家を設立するために、カール12世の支援により書かれた。民主主義的な標準である、政府における、立法、行政、司法の各部門の権力分立を制定したことで、特筆に値する。これはモンテスキューの『法の精神』の出版に先立つものであった。このコンスティチューションは、ヘトマンの行政権限に制限を設けていた。そして民主的に選出されるコサック議会（総評議会）を制定した。しかし、このウクライナの独立国家の計画は実現せず、亡命生活の中で書かれたこのコンスティチューションは施行されることはなかった。この時期の欧州の他の例は、1755年のCorsican ConstitutionとSwedish Constitution of 1772がある。北米の英国の植民地は、13の独自の連合州となり、独自のコンスティチューションを1776年および1777年に採択した。独立戦争の最中であった。（そして後の連合規約 および アメリカ合衆国のコンスティチューションに先立つものであった。）マサチューセッツ、コネチカット、ロードアイランドは外れていた。マサチューセッツ（→マサチューセッツ州）自治領は、1780年に、そのコンスティチューションを採択した。これは米国で今でも施行されている最古のコンスティチューションである。その時点では、コネチカットとロードアイランドは、公式に旧植民地綱領により運営されていたが、それぞれ1818年と1843年に州のコンスティチューションを採択した。

#### 民主的な憲法
"進んだ／啓蒙されたコンスティチューション"モデルと呼ばれるのは、啓蒙時代の哲学者であるトマス・ホッブズ、ジャン＝ジャック・ルソー、ジョン・ロックなどにより展開された。このモデルは、コンスティチューション的な政府は安定で、適応的で、責任ある、開かれたものであるべきであり、また人々を代表すべきだ（つまり民主主義）と提案した。
合衆国のコンスティチューションは1788年6月21日に承認された。英国のコンスティチューションのシステムに影響されたものであり、またネーデルラント連邦共和国の政治システムとポリュビオス、ロック、モンテスキューの著作、そのほかのものから影響を受けた。この文書は共和制およびこの後の集成単一法典化されたコンスティチューションの基準となった。

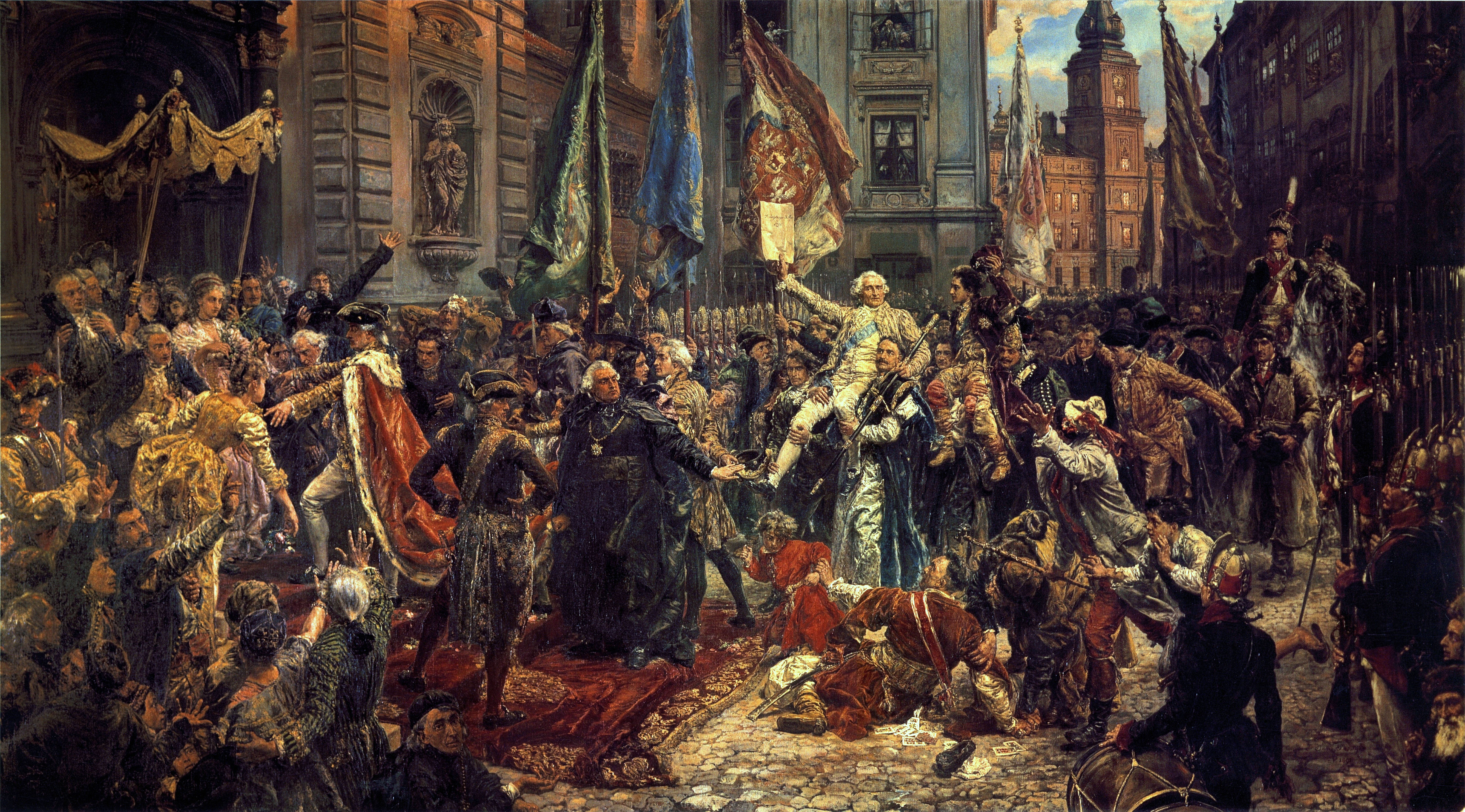
May 3rd Constitution (painting by Jan Matejko, 1891). Polish King Stanisław August (left, in regal ermine-trimmed cloak), enters St. John's Cathedral, where Sejm deputies will swear to uphold the new Constitution; in background, Warsaw's Royal Castle, where the Constitution has just been adopted.

その次はポーランド・リトアニア共和国のコンスティチューションであり、そしてフランスのコンスティチューション1791である。1812年3月19日、スペインのカディスに集まった議会でスペイン1812年コンスティチューションが承認された。そこは、半島戦争に対して、スペインの本土で唯一の安全な場所であった。このスペインのコンスティチューションは、他の多くの自由主義のコンスティチューションのモデルとして役立つものだった。具体的には、南ヨーロッパや ラテンアメリカの国々で、1820年自由主義革命による1822年のコンスティチューション、カルボナリ反乱（両シチリア王国）の間のイタリアの国々ノルウェーの1814年のコンスティチューション、1824年のメキシコのコンスティチューション。
ブラジルでは、1824年のコンスティチューションは、独立後の政治体制として君主制に対するオプションを表現した。国の解放のリーダーは、ポルトガルの王子ペドロ、ポルトガル国王の年長の息子であった。彼は1822年に最初のブラジルの皇帝として即位した。ブラジルは1889年まではコンスティチューション的な君主制（立憲君主制）であったが、その後は共和制を採用した。
デンマークでは、ナポレオン戦争の結果、それまでの絶対君主制がノルウェーの占有を失い、別の君主制の国であるスウェーデンに移った。しかし、ノルウェーは、1814年に、根本的に民主的で自由主義のコンスティチューションを吹き込むようにした。これは、合衆国憲法およびフランスの革命によるコンスティチューションの様々な面を採用している。同時に、伝統的な立憲君主制を、コンスティチューションの制限を受けつつ維持した。この点はスペインについても同じである。
セルビア革命は、はじめに1811年コンスティチューションの原型を布告に導いた。そしてセルビアの完成したコンスティチューションは1835年にできた。
カナダのコンスティチューションが施工されたのは1867年7月1日であり、英国議会の北米立法による。カナダ東部の植民地(ケベック州)、カナダ西部の植民地(オンタリオ州)、 ノバスコシア州およびニューブランズウィック州は、前記立法により団結し、自治領となった。
一世紀の後、前記立法はカナダ議会に権限が移り、Canadian Charter of Rights and Freedomsにより拡大した。以後、文書化されたコンスティチューション全体で、Constitution Acts, 1867 to 1982として知られるようになった。ちなみに元の前記立法は、それに対して、Constitution Act, 1867と呼ばれる。
一方で、カナダのコンスティチューションには、コモンローおよび慣習に基づく、文書化されていない要素がある。
カナダの作家で哲学者のJohn Ralston Saulはカナダのコンスティチューションについて、「使われているコンスティチューションでは、世界で2番目に古い」と記述している。

## コンスティチューションというものの設計計画の原則
部族の民が都市に住むようになり、そして国家を樹立し、多くが文書化されていない慣習で、国家の働きをするようになる。一方で、一部では、独裁的な、それどころか専制的な君主が単なる思いつきで統治する国も出てくる。そのような統治により一部の思想家は、次のような立場を取るようになった。すなわち、問題は政府組織や運営の企画／構想／設計ではなく、統治者の個性である、と。この視点は「哲学者の王」であるプラトンに見られる。それより後のアリストテレス、キケロ、プルタルコスなどは、法的、歴史的な立場から政府の企画（／構想／設計）を審査した。ルネサンスの一連の政治哲学者は、専制君主の慣行の批判を含意した論述をした。そして、彼らの視点で、より効果的で公正な統治をもたらすコンスティチューションの企画（／計画／設計）の原理を特定することを追求した。その結果、ローマの国際公法（en:law of nations）の概念が復活した。また、それを国同士の関係に応用し、戦争状態を改善し起こりにくくするために、"laws of war and peace" という慣習を打ち立てようとした。そのために、権威ある君主や他の官僚が、何を持ち、何を持たないかの考察が行われた。その権威の由来は何か、そしてその乱用の救済は何か、についても。
イングランドにおけるこの論説の流れはイングランド内戦に始まり、クロムウェルの護民官政治、ホッブズ、Samuel Rutherford、Levellers、ジョン・ミルトン、 ジェームズ・ハリントンらにより論述された。
やがて議論は、ロバート・フィルマーが君主の神性の権利を主張する一方、他方では、Henry Neville、James Tyrrell、 Algernon Sidney、ジョン・ロックらがおり、両者の間で議論が行われた。後者の主張から生まれた政府というものについての考え方では、政府が樹立される土台は、まず、自然の法に統治される自然国家であり、
そして社会の国家、つまり社会契約あるいは協定により設立される国家となり、基となった自然法や社会法は国家が正式に設立されるときの土台となる。その途中で、多くの著述家が考察したのは、政府というものの企画（／構想／計画／設計）がいかに重要であるかであり、そして専制君主が率いる国の場合についても同様であった。彼らはまた、様々な歴史的な政府の事例を分類した。典型として、民主主義、貴族政治、君主政治に分類し、それぞれ、いかに公正で効果的な傾向があったか、その理由は何かを考察した。そして、それぞれの要素を組み合わせて、競合する傾向のバランスを取って、より複雑な政府の設計をすることで、それぞれの長所がいかにして得られたのかについて、考察した。モンテスキューなどは、立法、行政、司法の各機能が、いかにして妥当に分離されたかについても考察した。彼らの間で一般的だった主題は、コンスティチューションの設計は、任意あるいは好みの問題で全て済むことではない、というものだった。彼らは一般に、すべての政治形態あるいは組織のコンスティチューションを規制する基礎となる原則がある、と考えていた。彼らは、その考えを基礎として、それらの原則が何であるかの考察に向かった。Orestes Brownsonの後年の著書 では、コンスティチューションの設計者が試みたのが何かを、説明しようとした。彼によると、ある意味では、3種類のコンスティチューションがある。1つ目は自然コンスティチューションで、自然法と呼ばれるもの全てを含む。2つ目は社会的コンスティチューションで、文書化されていない広く合意された規則の集合で、社会契約により形成された社会のためのもの。そしてその社会が政府を設立すると、3つ目の政府（／政治）のコンスティチューションが制定される。2つ目が含むであろう要素としては、公告により招集され、 制定された（コモンロー的な）立法手続きにより運営される、人々の（代表者）会議がある。これら3種類のコンスティチューションには一貫性があり、それぞれ1つ前のものに権威の由来を置いている。それはコンスティチューションの承認あるいは社会形成の歴史と同様である。彼の主張では、国家は明確な領土に効果的な統治権を備えた社会のことである。また、よくできた政府のコンスティチューションはその領土での存在から起こり、政府の文書化されたコンスティチューションの条項は、もし自然コンスティチューションあるいは社会的コンスティチューションと矛盾する場合は、コンスティチューションに反する、とされることもあり得る、とも主張した。ブラウンソンは、議会の承認のみで、政府の文書化されたコンスティチューションが正当となるのではなく、十分に設計され応用されている必要があるとした。他の著述家 は、そのような考察は全ての国家政府のコンスティチューションに適用されるだけでなく、民間組織のコンスティチューションにも適用されると主張した。またメンバを満足させるコンスティチューションが特有の要素を持つのは偶然ではなく、使われながら改正されていくと、内容も同じようになっていくのも偶然ではないとした。ある種の疑問を引きおこす条項はその解決のために追加の条項を必要とするように見えるし、やることを示さない条項は、除外されるか、政治判断にゆだねられるべきである。ブラウンソンほかが気づいたことと衝突する条項は、基礎となる自然のあるいは社会的コンスティチューションが、実施が困難あるいは不可能になりがちなものであるか、解決困難な紛争に導いてしまうものである。コンスティチューションの設計は、メタゲームの一種と扱われていた。Constitutional design has been treated as a kind of metagame そこでの活動は政府のゲームの規則とする文書化されたコンスティチューションのための、最善の設計と条項を見つけることである。そして、正義と自由と安全の功利制のバランスを最適化することになるはずである。このゲームの例としてNomicがある。

## 政府／政治のコンスティチューション

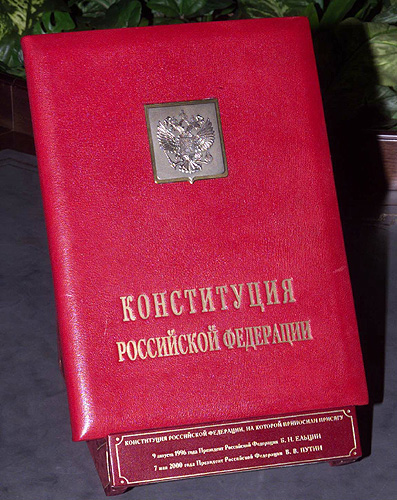
Presidential copy of the Russian Constitution.

普通、コンスティチューションという語は、政府の性質と範囲を定める規則と原理の集合を、意味する。多くのコンスティチューションは国家内の組織の相互の関係を調整しようとするものである。基本は行政、立法、司法の間であるが、それらの中の（枝の）機関の関係も対象となる。例えば、行政府は政府のトップ、政府の省庁、行政機関、行政部などに分かれる。多くのコンスティチューションでは、個人と国家との関係も定義しようとしている。そして各市民の広範な権利も制定しようとする。この結果、領土の最も基本的な方であり、他の法や規則はここから派生する。いくつかの地域では、実際に基本法と呼ばれる。

### 重要な特徴
以下は民主主義的なコンスティチューションの特徴で、政治学者により存在が認められているものである。実質的に、全ての国のコンスティチューションについて。

#### 分類
| 型             | 形態                                | 例                                         |
| -------------- | ----------------------------------- | ------------------------------------------ |
| 集成単一法典   | 単独の法律（文書）                  | 世界の多くのコンスティチューション.        |
| 非集成単一法典 | 文書化済み（いくつかの文書）        | サンマリノ、サウジアラビア                 |
| 非集成単一法典 | 一部は文書化されていない (see 慣習) | カナダ、イスラエル、ニュージーランド、英国 |

#### 集成単一法典化
基本的な分類は、集成単一法典化されているか、否かである。集成単一法典化されたコンスティチューションは、一つの文書にまとまっており、その国家のコンスティチューションの法（憲法）の単独の原典（源）である。一方、集成単一法典化されていないコンスティチューションは、一つの文書にまとまっておらず、複数の異なる原典（源）から成り、文書化されている場合とされていない場合とがある。constitutional conventionを参照。

##### 集成単一法典化されたコンスティチューション
世界の多くの国家は、集成単一法典化されたコンスティチューションを持っている。集成単一法典化されたコンスティチューションは、多くは、何らかの劇的な政治的な変化の産物である。それは例えば革命である。ある国が、あるコンスティチューションを採用するプロセスは、この政治的な根本の変化を動かした政治的および歴史的な背景と、密接に結びついている。集成単一法典化されたコンスティチューションの正当性（と多くの場合は長期存続するかどうか）は、それらが最初に採用されたプロセスと、しばしば結びつけられていた。また、一部の学者は、その国での高度にコンスティチューション的な転換は、おそらくそれ自体が、権力の分立と法の支配に有害である、と指摘]している。集成単一法典化されたコンスティチューションを持つ国々は、通常、その他の法（議会による立法）よりもコンスティチューションに優越を与えている。すなわち、集成単一法典化されたコンスティチューションと立法された法律とに不一致／矛盾がある場合は、その法律の一部または全部は法廷によりultra viresと宣言され、コンスティチューション違反として廃止され得る。加えて、コンスティチューションを改正するには、しばしば特別な手続きが必要とされる。例えば次のような手続き：特別な立法議会（en:constituent assembly）あるいは代表者会議の招集、議員の票の過半数以上の賛成、地方議会の同意、国民投票のプロセス、など、通常の法の可決よりもより難しくする手続きである。コンスティチューションは、通常、その最も基本的な原則は廃止され得ないと規定する。形式的に有効な改正であっても、改正され得ない原則を破る場合は、コンスティチューション違反のコンスティチューション法、となる。集成単一法典化されたコンスティチューションには、通常、儀礼的な前文がある。前文は、国家のゴールとコンスティチューションに対する動機について記述する。そして多数の条項が実質の規定について記述している。
前文は、いくつかのコンスティチューションでは省略されているが、reference to Godや、あるいは国家の基本的価値である自由、民主主義、人権についての記述を含むことが、よくある。

##### 集成単一法典化されていないコンスティチューション

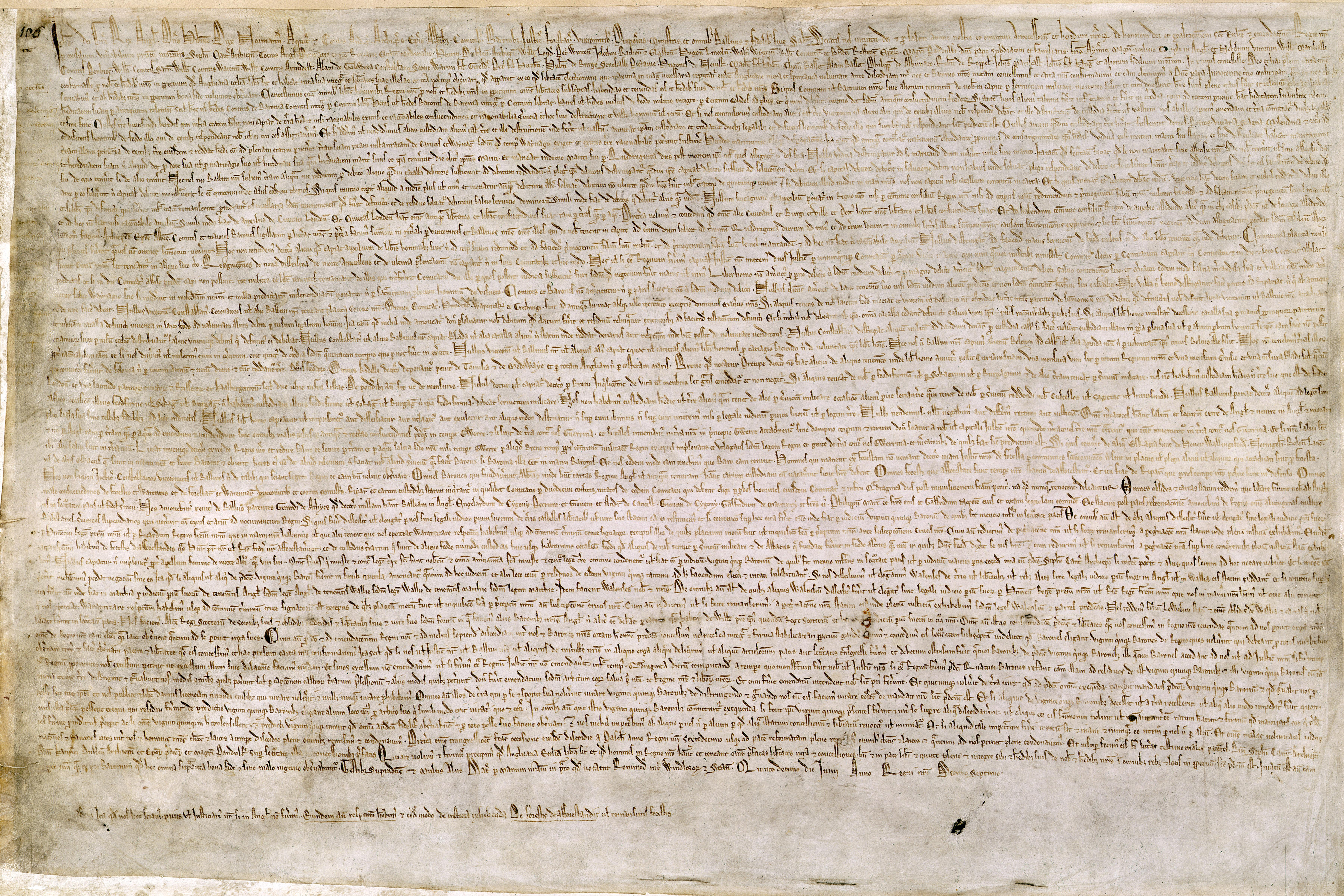
Magna Carta

2013年現在、主権国家では2つの国のみが、集成単一法典化されていないコンスティチューションを持っている。ニュージーランドとイギリスである。イスラエルの基本法は、ほぼ間違いなくコンスティチューションと同等であろう。集成単一法典化されていないコンスティチューションは、数世紀にわたる慣習と法律の進化の産物である。（イングランド発祥のウェストミンスター・システムにおける）集成単一法典化されたコンスティチューションと比べて、集成単一法典化されていないコンスティチューションは、文書化されている原典と文書化されていない原典を含む。前者の例は、議会により制定された、コンスティチューションの法典である。後者の文書化されていない源としては、政治慣習、判例資料、 国王の大権、 慣例や伝統（総選挙を木曜日の行うこと、のような）があり、それらが、あわせて、英国のコンスティチューションを構成している。

##### 文書化されているか否か、集成単一法典化されているか否か
一部のコンスティチューションは、大部分が集成単一法典化されているが、そうでない部分を含んでいる。例えば、オーストラリアでは、その基本的な政治方針／原則／主義、政府の部門間の関係に関する規則、政府と個人に関する規則、の多くは、集成単一法典化されて、一つの文書になっている。それがConstitution of the Commonwealth of Australiaである。しかしながら、コンスティチューション的な重要性を持つ通常の法令はそれ以外にも存在する。一つはウェストミンスター憲章であり、Statute of Westminster Adoption Act 1942において連邦が採択したものである。もう一つはAustralia Act 1986である。この二つが意味することは、オーストラリアのコンスティチューションは、一つの文書のみで成るものではない、ということだ。すなわち、オーストラリアのコンスティチューションは、集成単一法典化されていない。それどころか、一部は文書化もされておらず、慣習として存在する。
カナダのコンスティチューションも、同じような例である。カナダのコンスティチューションは、名目だけの英国の支配から離れるまでは、英領北アメリカ法（British North America Acts）から発展したものだった。それを終わらせたのはCanada Act 1982であり、これは前述のオーストラリアの1986年の立法に相当する。カナダのコンスティチューションは、約30の異なる法令から成り立っている。用語として、コンスティチューションについての「文書化」と「集成単一法典化」とは、しばしば交換可能に使われる。もちろん、そのような区別しない使い方は不正確なものである。集成単一法典化されたコンスティチューションとは、文書化されており、一つの文書にまとめられたものである。そのような文書を持たない国家は、集成単一法典化されていないコンスティチューションを持つとされるが、そうであっても、全部が文書化されていないのではなく、その大部分は法律として書かれているものだ。例としては、Basic Laws of Israel や英国の議会法がある。

#### エントレンチメント／条項の堅固な保護

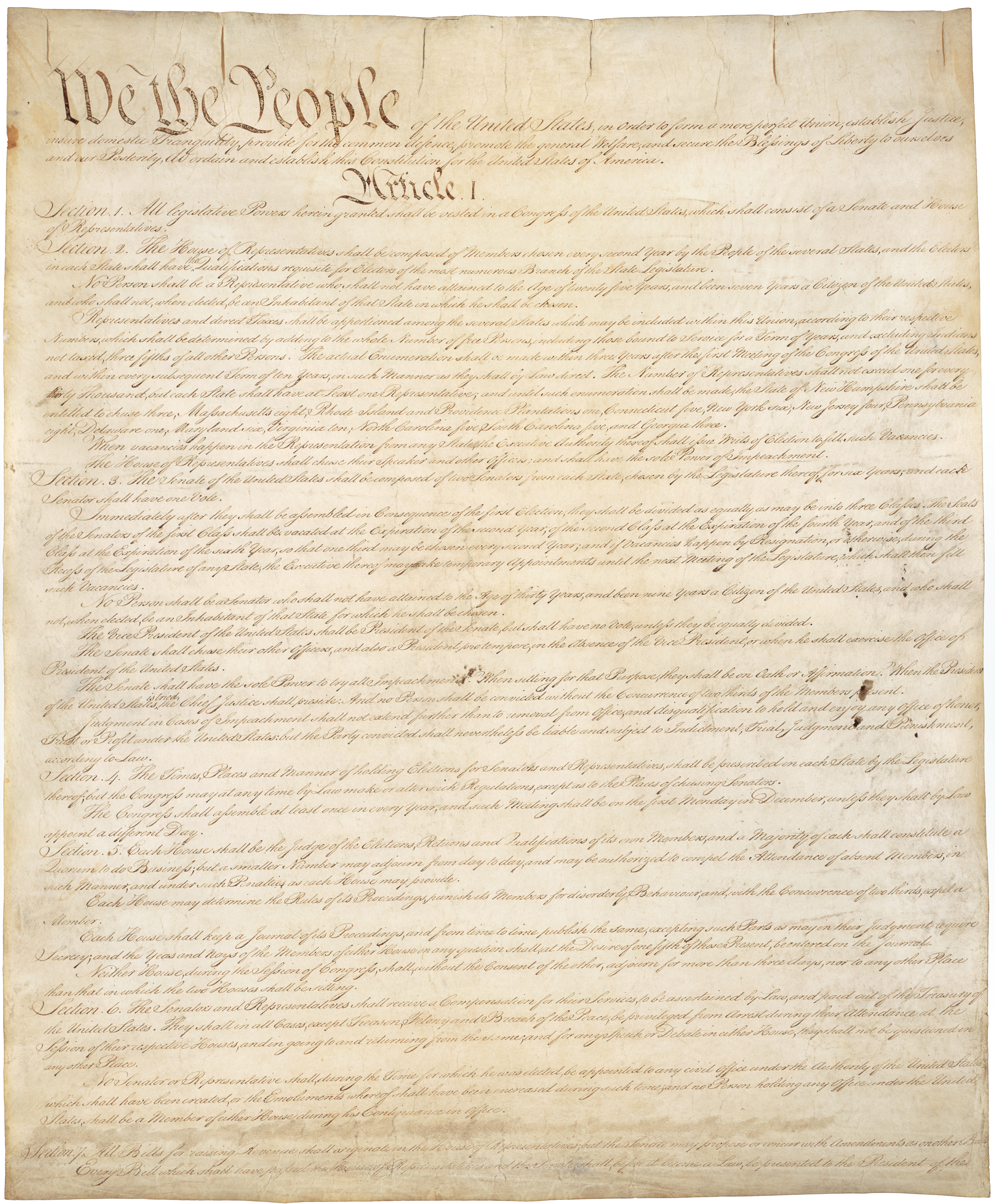
The U.S. Constitution

エントレンチメントの有無、すなわち条項の堅固な保護があるかどうかは、各コンスティチューションの重要な特徴である。堅固に保護されたコンスティチューションは、議会の通常の立法業務では、変更が不可能である。変更するには、それとは異なる、より面倒な手続きによる必要がある。例えば、通常の議会ではない特別の組織（special body）を設けることが求められる。あるいは既存の議会で改正する際に、通常の立法と比べ賛成票の比率がより高いことが要求される。コンスティチューションの中の堅固に保護された条項は、その保護の程度は、さまざまである。単に、改正を通常の議会の業務から除外するだけのこともあれば、特定の改正をそれ以外の改正よりも困難としたり、いかなる状況でも禁止とすることがある。堅固な保護は、多くの集成単一法典化されたコンスティチューションにおいて、内在している特徴である。集成単一法典化されたコンスティチューションは、それ自身が改正される場合に従わなければならないルールを組み入れていることがある。合衆国のコンスティチューションは、堅固に保護されたコンスティチューションの例である。一方、英国のコンスティチューションは堅固に保護されていない（そして集成単一法典化もされていない）例である。いくつかの国では、コンスティチューションの本文が変更され得る。しかし一方で、本文を変更しない国もある。そういう国では、改正は、基の本文および以前の改正に対して、追加を行うか、あるいは一部を無効にする方式となる。改正の手続きは、国により異なる。連邦制をとっている国では、州議会の過半数の賛同が必要となる場合がある。あるいは、国民投票が必要とされる場合もある。世界の各国および各州のコンスティチューションについての記事に、それぞれの詳細が書かれている。
堅固な保護のないコンスティチューションでは、改正には特別な手続きは不要である。堅固な保護の欠如は、集成単一法典化されていないコンスティチューションの特質である。通常の法律よりも上位とは見なされていない。英国では、コンスティチューションの規定を改正する法律は、（その規定が文書化されていなくても）単なる議会の過半数により可決される。特別な改正手続きは不要である。議会主権の原則により、議会は、以前の議会立法に束縛されないし、議会を拘束するような法を制定できる権力は存在しない。
英国の主権／統治権とは、名目上は、重要な力を持った国の頭である。力とは、戦争の宣言などに関する。しかし、英国の集成単一法典化も文書化もされていないコンスティチューションは、実際上は、そのような力を取り除いている。実際は、民主的な政府は、堅固な保護がないからといって、政府の意志を押しつけたり、市民の権利を廃したりは、しない。理屈の上では可能であっても。しかしコンスティチューションとそれ以外の法律との違いは、多少、任意性のあるものだ。一般に、過去の重要な立法に包含された、歴史的な原理に従っている。例えば、英国議会におけるいくつかの立法：権利の章典、Human Right Act（人権法）、および議会の設立に先立つマグナ・カルタは、コンスティチューション的とされる基本的な権利と原理を認めていると、みなされている。実際、他の国ではコンスティチューションにより保障されているいくつかの権利が、21世紀の初頭に、英国議会により廃止あるいは集成された。具体的には、陪審による裁判（en:trial by jury）の無条件な権利、不利になる推測なしでの黙秘権、告発前の留置ヘイビアス・コーパスとして認められる時間が24時間から48日間に延長されたこと、同じ罪で二回裁判に掛けられない権利（一時不再審理）。

##### 絶対に修正不可能な条項
最も強力なエントレンチメントは、一部のコンスティチューションにおいて、その最も基本的な原則は絶対的であると宣言されている箇所である。すなわち、いくつかの条項が、いかなる状況でも改定され得ない。コンスティチューションの改正が、絶対的に修正不可能な点を破り、それ以外ではコンスティチューションに対する違反がない場合、そのような改正は、コンスティチューションに反するコンスティチューションの法、と言えるだろう。究極的には、内部あるいは外部の力によりコンスティチューションが転覆廃止されることは、常にあり得る。例えば革命（おそらく革命権で正当化されていると主張する）や、侵略の場合である。
インドのコンスティチューションでは、インドの最高裁判所はKesavananda Bharti's case (1973)において、基本構造の宣言（ドクトリン）を作成した。その宣言では、その基本構造の本質的な特徴は、議会により改正され得ない、としている。インドの最高裁判所は、司法審査、司法の独立、自由で公正な選挙、基本的な権利の中核を、改正され得ない本質的な特徴とした。しかし、絶対的な保護の対象となる具体的な規定条項を、特定しなかった。Professor M.K. BhandariによるBasic Structure of Indian Constitution - A Critical Reconsiderationは、この宣言を分析して酷評している。絶対的に修正不可能である例として、ドイツ連邦共和国基本法がある。その条項1から20は、人の尊厳、人権、民主主義、法の支配、連邦および社会主義国家の原理、抵抗権（コンスティチューションの秩序を廃止しようとする企てに対する最後の手段としての）を保護する。79条3節は、これらの原則は変更不可能であり、規定されている改正手続きによっても改正できないとしている。新しいコンスティチューションが使われない限りは、不変である。
他の国では、ホンジュラスのコンスティチューションに例がある。その中には、ある条項自身といくつかの他の条項について、いかなる状況でも変更できないと定めた条項がある。すなわち、374条において、修正不可能であることが断言されている、次のような内容である。「いかなる場合も、この前の条項、この条項、コンスティチューションに関する次のような条項は改正できない。政府の形態、国の領土、大統領の任期、共和国の大統領として再任されることの禁止、市民が務めた後それに続く期間には共和国の大統領に成り得ないような全ての肩書きに関するもの
。」この修正不可能性は、2009年の2009 Honduran constitutional crisisの際に、重要な役割を果たした。

#### 主権／統治権の分散／分割
コンスティチューションは、また、国家の中で統治権がどのように配置されるかも定める。中央集権化の程度に応じて、統治権の分割には、三種類がある。中央集権制と、連邦制と、同盟／連合制である。これらの区別は絶対的なものではない。中央集権制の国家では、統治権は国家自身に存在し、コンスティチューションがそれを定めている。国家の領土は地域に分割されるかもしれないが、しかし、それらは独立しておらず、国家に従属する。英国では、議会主権というコンスティチューション上の主義が、主権が最終的に中央に属するということよりも、大きく影響する。いくつかの権限は、北アイルランド、スコットランド、ウェールズに委譲された。（イングランドは含まれていない。）いくつかの中央集権制の国家では、（スペインが例であるが）実質的な連邦制に移行するまでの間、地域の政府により多くの権限が委譲されている。連邦国家の中央構造は、小さな領域に主に連邦政府の省庁を置く。そして複数の領域（州と呼ばれることもある）が、全体で、国家の領土全体を構成する。）主権／統治権は、中央と、複数の地域（「地域」はコンスティチューションを制定しうる、という含意を含む）の間で分割される。カナダおよび米国のコンスティチューションは、連邦制を定めており、権力は連邦政府と州政府とに分割されている。各地域は、従って、政府というものの性質として、独自のコンスティチューションを持っている。同盟／連合制の場合、国は連邦制と同様に複数の地域に分割されているが、中央政府には限定的な調整力しかなく、統治権は各地域に置かれている。同盟／連合制ではコンスティチューションが存在することは、まれである。そして、「同盟／連合」と呼ばれているものが、実際には連邦制なのか、しばしば議論になる。ある程度までは、連邦国家を構成しているとは言えない国のグループが条約および協定によりその主権／統治権を超国家的な実体に渡すことも、ある。例えば、欧州連合を構成する国々は、欧州連合としての法案を遵守することに合意しており、その結果、国々の絶対的な主権／統治権が、何らかの制限を受けることもある。一例は、それまで使っていた国毎の単位系に替えて、メートル法を採用することである。

#### 権力の分立
コンスティチューションは通常、政府の各部門の間において、明確に権力を分離する。標準的には、モンテスキューが述べたように、行政、立法、司法の3つは対象となる。いくつかのコンスティチューションでは、他に検査部門（／検査院／監査部門）等が含まれることがある。それら部門間の権力の分離の程度は、コンスティチューション毎に大きく異なる。

#### 説明責任の方針
大統領制やそれに準ずるシステムの政府では、省庁の長官や大臣が、大統領に対して説明責任がある。大統領には、大臣を任命、免職する力がある。大統領は、選挙において人々に説明責任がある。議会政治の場合、内閣の大臣達は、議会に対して説明責任がある。しかし、大臣を任命、免職する権限は総理大臣にある。英国などの君主制の国の場合、総理大臣の助言に基づき、君主が大臣を任命、免職する。一方、政府が議会またはその一部の信任を失うと、総理大臣は辞任する。信任が失われるのは、不信任案が可決された場合、あるいは国によっては、議会において予算のような重要な事案が否決された場合のこともある。政府は信任を失うと、新政府が作られる迄は職務に留まる。総選挙の実施は、通常必要とされるが、そうでないこともある。

#### 緊急事態／非常事態
多くのコンスティチューションは、例外的な状況において、何らかの緊急事態／非常事態を宣言することを認めている。そのような緊急事態においては、一部の権利や保護の効力が停止される。この故意の抜け穴は、乱用されうるものであり、実際に乱用されたことがある。すなわち、政府は人権を無視して反対意見を抑圧することが可能となる。

### ファサード・コンスティチューション（見せかけのコンスティチューション）
イタリアの政治理論家ジョヴァンニ・サルトーリの著述によると、国家のコンスティチューションには独裁主義者の権力の源のための、見せかけのものが存在する。そのような文書は、人権の尊重を表現し司法の独立を制定しているが、しかし、政府が脅威を感じたときには、それらが無視されることがある。あるいは、実際には、まるで実行されない。この極端な例は、ソビエト連邦のコンスティチューションであった。法律としては集会の自由と表現の自由を支持しているが、暗黙の制限に違反した市民は、即座に投獄された。この例が示すのは、コンスティチューションの利点と保護は、結局、書かれた文言から得られるのではなく、政府と社会がその原則を尊重することから得られる。コンスティチューションは、実効性のある状態から見せかけのものに変わり得るし、またその逆の変化も起こるだろう。それは、民主的な政府あるいは独裁的な政府が、あとに来ることによって。

## 憲法裁判所
コンスティチューションは、しばしば、必ずではないが、それを解釈し、また適用可能な場合はそれに反する立法や行政を無効と宣言することを任務とする法的機関により保護される。ドイツなどのいくつかの国では、この機能は専用の憲法裁判所が担っている。それに対してアイルランドなどの国では、通常の裁判所がこの機能も持っている。一方、英国を代表に、立法をコンスティチューション違反とする考え方が存在しない国もある。
コンスティチューション違反（違憲）は、訴訟あるいは立法府の活動であって、憲法裁判所に判断され、コンスティチューションに反するとされるものである。行政府による例は、公職にあるものが、コンスティチューションにより与えられている力の範囲を超えて振る舞うことである。立法府による例は、適正な補正の手順を踏まずにコンスティチューションに反する法律を可決しようとすることである。いくつかの国、主に集成単一法典化されていないコンスティチューションを持つ国では、そのような裁判所は存在しない。英国は伝統的に議会主権の原則で運営されてきたので、英国議会で可決された法律に裁判所が異議を唱えることはなかった。